# Lygropia flavispila
Lygropia flavispila là một loài bướm đêm trong họ Crambidae.